# Manden uden Navn
Manden uden Navn er en tysk stumfilm fra 1921 af Georg Jacoby.

## Medvirkende
- Harry Liedtke som Peter Voß
- Paul Otto som Alexander Voss
- Jakob Tiedtke som Frederik Nissen
- Mady Christians som Gert
- Lori Leux som Mabel
- Georg Alexander som Bobby Dodd
- Erich Kaiser-Titz som Abdul Hassan
- Karl Harbacher som James Morton